# Eleazar Albin
Eleazar Albin, nato come Eleazar Weiss (1680 – 1742), è stato un naturalista e pittore inglese, nato in Germania, uno dei più importanti illustratori di libri entomologici del XVIII secolo.

## Biografia

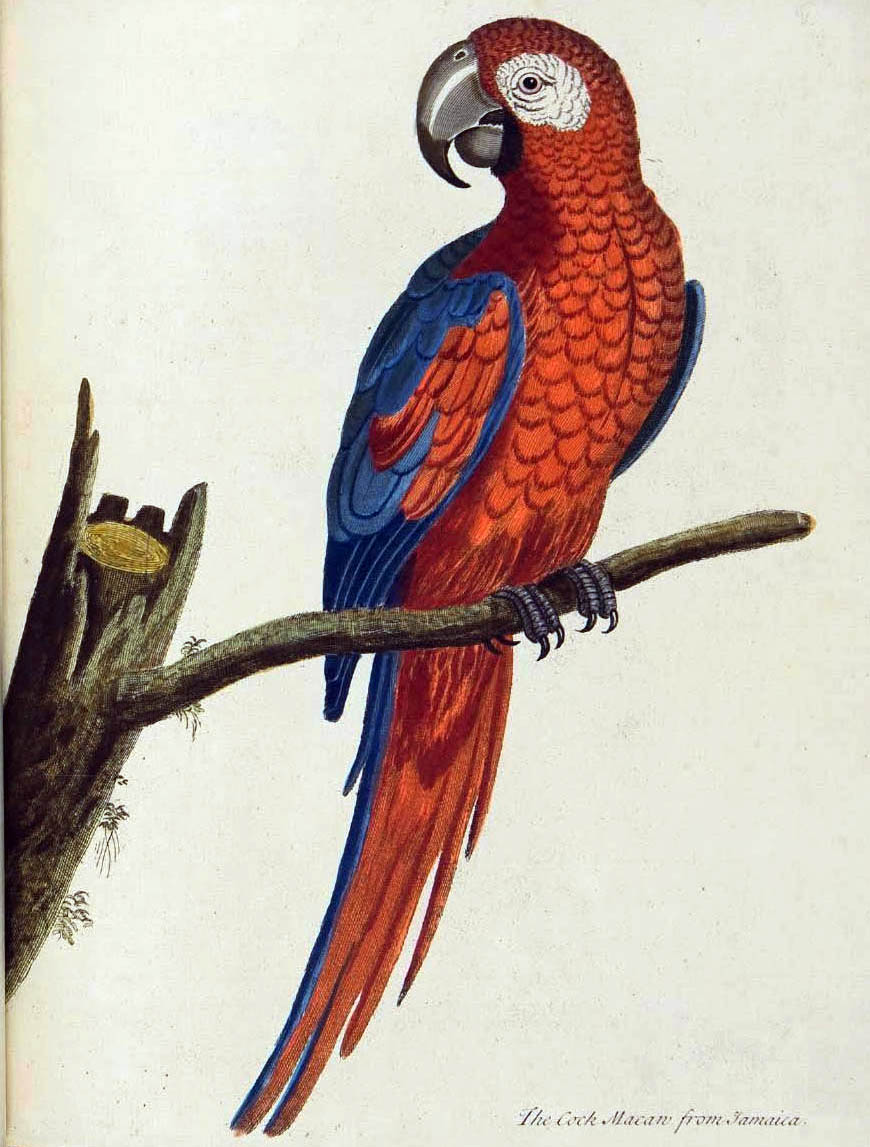
Ara, un pappagallo giamaicano conosciuto la prima volta grazie a questo dipinto del 1740 di Eleazar Albin

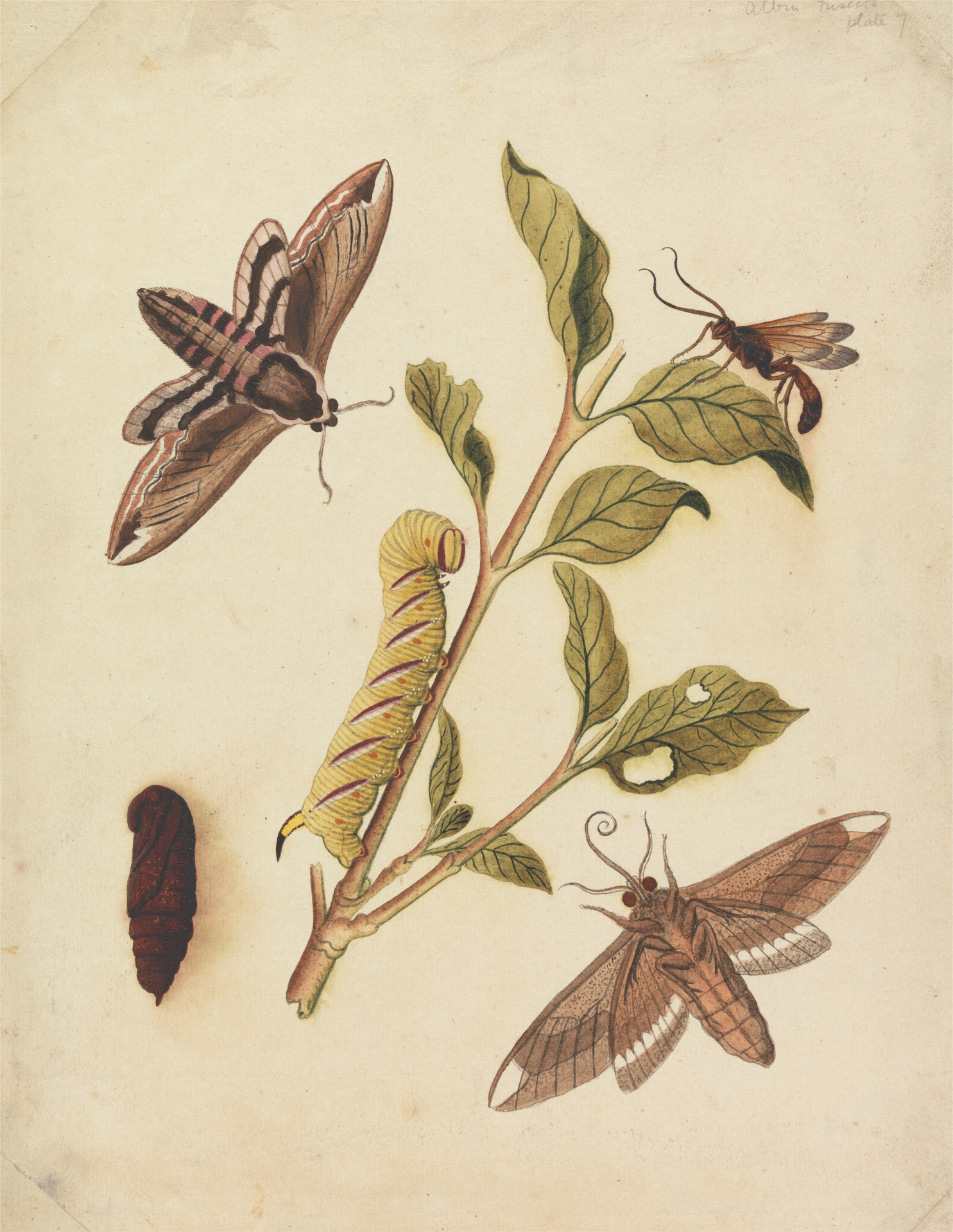
Insetti raffigurati da Eleazar Albin

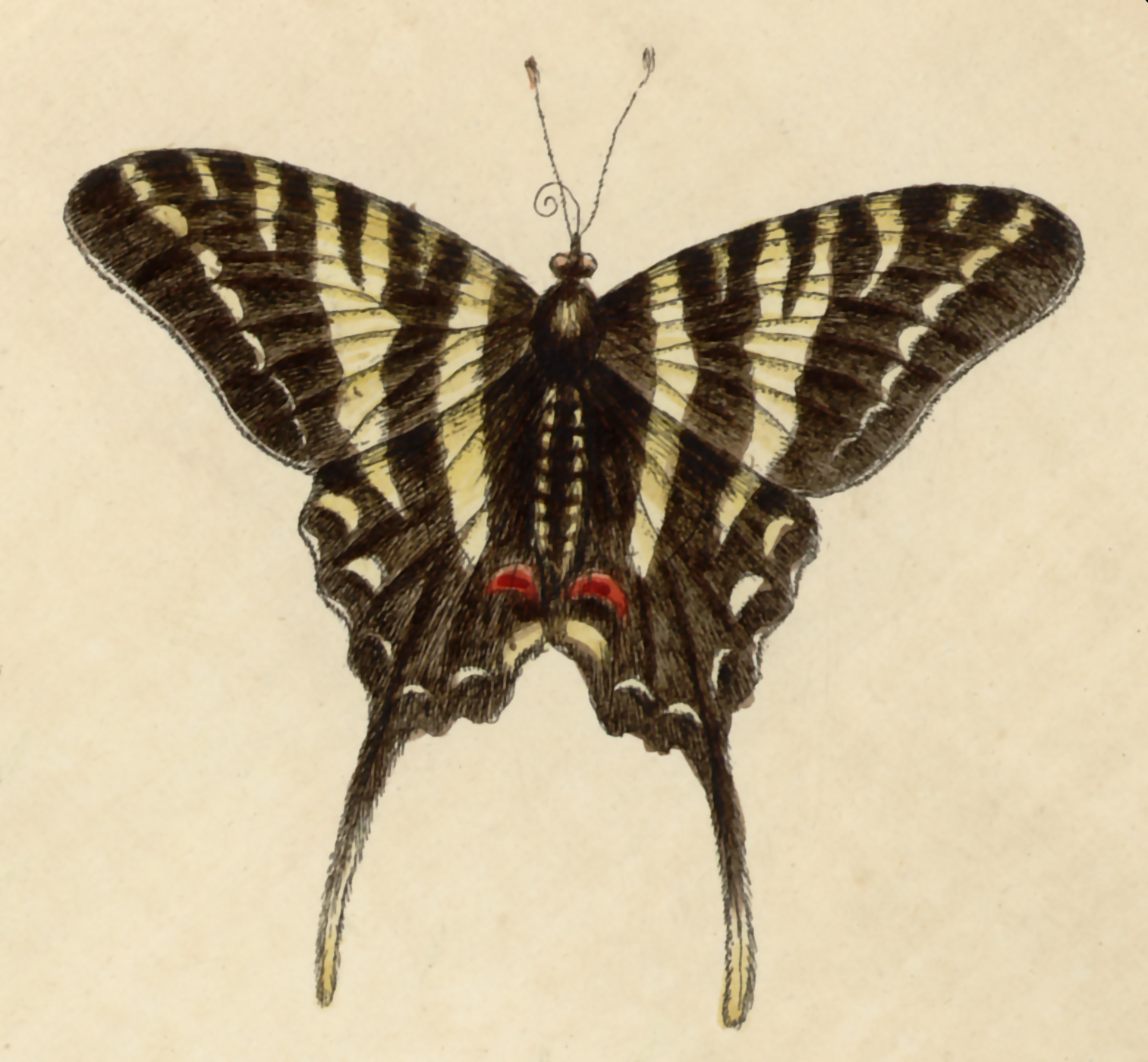
Farfalla, tratta da A Natural History of Birds, 1731-1738

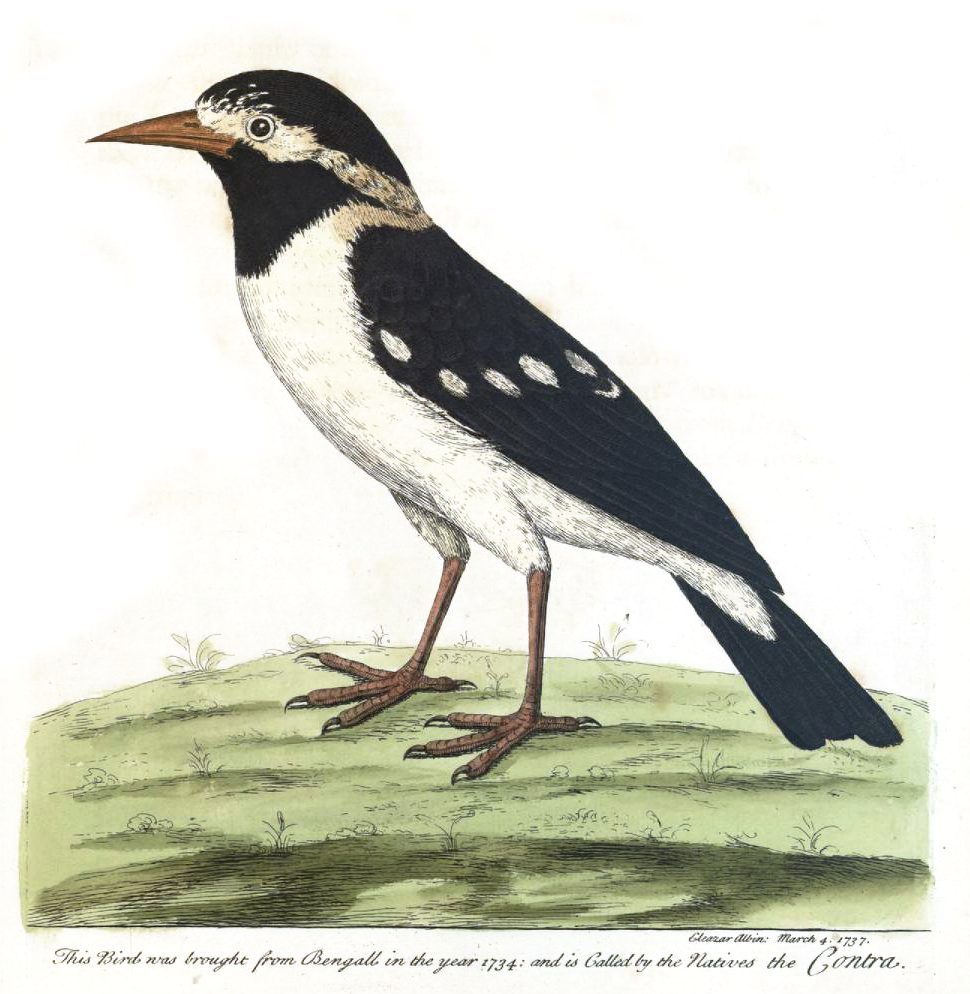
Gracupica contra, tratta da A Natural History of Birds, 1731-1738

Albin scrisse numerosi libri, tra cui Una storia naturale degli insetti inglesi (A Natural History of English Insects, 1720), Una storia naturale degli uccelli (A Natural History of Birds, 1731-1738) e La storia naturale dei ragni e altri insetti curiosi (The Natural History of Spiders and other Curious Insects, 1736).
Eleazar Albin fu un pittore inglese, nato in Germania, che si trasferì in Inghilterra nel 1707, dove si sposò, cambiò il suo cognome da Weiss ad Albin e proseguì la sua attività di insegnante d'arte. Si avvicinò allo studio degli animali grazie al lavoro pittorico che intraprese per il naturalista entomologo Joseph Dandridge.
Albin ha illustrato pubblicazioni riguardanti insetti e ragni, guadagnandosi da vivere facendo acquerelli delle collezioni di ricchi mecenati, tra cui il medico e naturalista Hans Sloane, la cui collezione contribuì a fondare il British Museum.
Il primo libro di Albin fu una Storia naturale degli insetti inglesi (1720), a cui seguirono le cento copie del suo libro Una storia naturale degli uccelli, pubblicato nel 1731, 1734, 1738, questo fu il primo libro di uccelli britannico illustrato e a colori (trecentosei tavole), opera più artistica che scientifica, che fu un prototipo, successivamente copiato e migliorato nel corso degli anni.
Nelle note dei suoi libri Albin scrisse: «per quanto riguarda le illustrazioni, sono tutte tratte dalla natura, disegnate da me o da mia figlia».
L'atteggiamento diffuso all'inizio del XVIII secolo era che lo studio degli insetti non fosse importante per uno scienziato, ma nonostante questo Albin si appassionò nei suoi studi ispirandosi alla naturalista e pittrice tedesca Maria Sibylla Merian e al fisico, biologo e geologo inglese Robert Hooke.
I suoi studi sugli uccelli risultarono il primo grande lavoro inglese sull'ornitologia, illustrato da Albin e da sua figlia Elizabeth e pubblicato inizialmente a Londra dal 1731 al 1738.
Tale era la sua reputazione che ad Albin fu offerta l'opportunità di illustrare il mondo naturale delle Isole Caroline, ma lui rifiutò, consentendo all'ornitologo, botanico e pittore Mark Catesby di ottenere una fama duratura come artista di scienze naturali al suo posto.

## Pubblicazioni
- Una storia naturale degli insetti inglesi (A Natural History of English Insects, con W. Derham, 1720);
- Una storia naturale degli uccelli (A Natural History of Birds, con Derham William, 1731-1738);
- La storia naturale dei ragni e altri insetti curiosi (The Natural History of Spiders and other Curious Insects, 1736);
- Una storia naturale di uccelli canori inglesi (A Natural History of English Songbirds, 1737);
- La storia del pesce commestibile (The History of Esculent Fish, con R. North, 1794).